# Asan Mugunghwa
Asan Mugunghwa was een Zuid-Koreaanse voetbalclub waar Zuid-Koreaanse voetballers spelen gedurende hun twee jarige dienstplicht in het leger. De club stond vroeger ook wel bekend als Police FC en wordt door de lokale overheid en de nationale politie bestuurd.
De voorloper van de clubs was National Police Department FC, opgericht in 1961 en kortstondig ook  Seoul Police Department FC geheten. In 1967 werd die club opgeheven. In 1996 werd de club onder de naam Police FC nieuw leven in geblazen als diensttijdclub, vergelijkbaar met Gimcheon Sangmu FC. In 2014 verhuisde de club naar Ansan en werd de naam veranderd naar Ansan Police FC en in 2016 naar Ansan Mugunghwa FC omdat de club nu naar Asan werd verplaatst. In 2019 werd de club opgeheven om ruimte te maken voor Chungnam Asan FC, dat geen banden met de overheid heeft.

## Erelijst
- K League 2 (2x): 2016, 2018
- Koreaans Nationale Semiprofessionele Voetbalcompetitie (1x): 2002 (Najaar)

## Bekende oud-spelers
- Hwang In-beom